# Sarawut Thongkot
Sarawut Thongkot (thailändisch ศราวุธ ทองโกฎิ์, * 15. Januar 1997) ist ein thailändischer Fußballspieler.

## Karriere
Sarawut Thongkot erlernte das Fußballspielen in der Jugendmannschaft von Cruzeiro Belo Horizonte in Belo Horizonte in Brasilien. Seinen ersten Vertrag unterschrieb er 2016 beim Democrata FC in Bundesstaat Minas Gerais. Nach einem Jahr wechselte er nach Thailand. Hier nahm ihn der Drittligist Samut Sakhon FC aus Samut Sakhon unter Vertrag. Ende 2017 wurde er mit Samut Meister der Thai League 3 – Lower und stieg in die zweite Liga auf. Für Samut spielte er 2019 19-mal in der Thai League 2. 2020 nahm ihn der Zweitligaaufsteiger Phrae United FC aus Phrae unter Vertrag. Für Phrae stand er 45-mal in der zweiten Liga auf dem Spielfeld. Im Juli 2022 wechselte er zum ebenfalls in der zweiten Liga spielenden Trat FC. Am Ende der Saison 2022/23 feierte er mit dem Verin aus Trat die Vizemeisterschaft und den Aufstieg in die erste Liga. Am Ende der Saison 2023/24 belegte er mit Trat den letzten Tabellenplatz und musste somit in die zweite Liga absteigen. Nach 80 Ligaspielen wechselte er im August 2025 zum Zweitligaaufsteiger Rasisalai United FC.

## Erfolge
Samut Sakhon FC
- Thai League 3 – Lower: 2017  ▲

Trat FC
- Thailändischer Zweitligavizemeister: 2022/23  ▲